# Palaeorhiza moluccensis
Palaeorhiza moluccensis är en biart som beskrevs av Hirashima och Maurits Anne Lieftinck 1982. Palaeorhiza moluccensis ingår i släktet Palaeorhiza och familjen korttungebin. Inga underarter finns listade i Catalogue of Life.